# Mellanvattnet, Dalsland
Mellanvattnet är en sjö i Färgelanda kommun i Dalsland och ingår i Örekilsälvens huvudavrinningsområde.